# Glaresis koenigsbaueri
Glaresis koenigsbaueri es una especie de coleóptero de la familia Glaresidae.

## Distribución geográfica
Habita en Angola y Namibia.